# طرثث مرجاني الشكل
طُرْثُث مرجاني الشكل (الاسم العلمي: Balanophora coralliformis)، المعروف أيضًا باسم النبات المرجاني، هو نبات مُزهر من فصيلة الطرثثيات ولا يُعرف إلا في جبل مِنغان في جزيرة لوزون في الفلبين. مثل الأنواع الأخرى في جنسه، فهو طفيلي إجباري ينمو على جذور أشجار الغابات المطيرة، ولكنه يختلف في أن درنته تظهر فوق سطح الأرض ولها بنية ممدودة ومتفرعة بشكل متكرر تشبه المرجان. وصف لأول مرة في عام 2014 وتم التعرف عليه من خلال أقل من 50 نبته منه، ولكن لم يُعلن عنه حتى الآن على أنه مهدد بالانقراض.